# Bikini (atol)
Bikini (maršalski: Pikinni, što znači „mjesto kokosa”) je atol u Mikroneziji koji pripada Republici Maršalovi Otoci, otočju u Oceaniji (Tihi ocean).
Bikini se sastoji od 23 otoka koji okružuju duboku lagunu površine od 594,1 km², koja se nalazi na krajnjem sjeveru otočja Ralik; oko 87 km sjeverozapadno od atola Ailinginae i 850 km od otoka Majuro. Najveće kopno atola, otok Bikini, je sjeveroistočni otočić duljine 4 km koji uokviruje lagunu. Oko 12 km sjeverozapadno od njega nalazi se otočić Aomen na kojemu je izvedeno 67 probnih eksplozija nuklearnog oružja.
Naime, odmah po svršetku Drugog svjetskog rata i u začetku hladnog rata, SAD su započele s nuklernim testiranjima u Tihom oceanu, i to upravo na atolu Bikini Maršalovih Otoka. Nakon preseljenja lokalnog stanovništva na atolu Bikini su od 1946. do 1958. godine izvedena 23 nuklearna testa, uključujući i eksploziju prve termonuklearne bombe (poznatije kao hidrogenska bomba ili H-bomba) 1954. godine, pri čemu je nastao ogromni Bravo krater koji je vidljiv i dan danas na sjeverozapadnom dijelu atola. Pored njega, na Bikiniju se nalaze i drugi ostaci nuklearnih testiranja, uključujući brodove na dnu lagune koji su potopljeni prilikom testiranja 1946. god.
Sama Castle Bravo eksplozija je bila 7.000 puta snažnija od atomske eksplozije u Hirošimi, te su nuklearna testiranja imala katastrofalne posljedice na geologiju i prirodni okoliš Bikinija, ali i na zdravlje ljudi izloženih njihovoj radijaciji. Tijekom povijesti, atol Bikini je postao simbolom zore nuklearnog doba, ali i simbolom smrti koji paradoksalno izgleda poput prizora rajskog mira. Zbog toga je atol Bikini 2010. godine upisan na UNESCO-ov popis mjesta svjetske baštine u Australiji i Oceaniji.

## Povijest
Atoli Maršalovih Otoka su nastali ne tako davno, i već prije 4. ili 3. tisućljeća naselili su ih ljudi iz Mikronezije. Njihov tradicionalan način života, temeljen na ribarstvu i skupljanju plodova, uglavnom kokosa, je dugo ostao nepromijenjen. Prvi Europljanin koji je otkrio atol bio je ruski istraživač Otto von Kotzebue koji ga je nazvao atol Eschscholtz, po slavnom ruskom znanstveniku, J. F. Eschscholtzu. No, atol su njegovi stanovnici odavnina zvali Pikinni. Njegovo anglicizirano ime Bikini je proslavljeno tek kada je po njemu nazvan dvodijelni kupaći kostim, bikini, koji se pojavio upravo u vrijeme prvih nuklearnih testova 1946. godine, i kada je ime atola bilo često viješću u novinama.
God. 1885., kada su cijeli Maršalovi Otoci postali njemačkim protektoratom, na atolu Bikini je osnovana njemačka kolonija koja je na otocima zasijala plantaže kokosa. Nakon Prvog svjetskog rata, Liga naroda je Maršalove Otoke prepustila Japanskom Carstvu koje je uvidjelo njihov strateški položaj u Tihom oceanu i Bikini je pretvorilo u snažnu vojnu ispostavu.
Tijekom Drugog svjetskog rata, u veljači 1944. godine 40.000 Amerikanaca se iskrcalo na Maršalovim Otocima i nakon snažnih borbi osvojili su vojarnu Kwajalein pri čemu je poginulo svih 8.000 japanskih vojnika. Nakon rata Maršalovi otoci su potpali u Starateljsko područje Pacifičkih Otoka kojim je od 1947. do 1990. godine upravljao SAD.
Zbog nemogućnosti ostvarivanja svjetskog sporazuma oko kontroliranja nuklearnog oružja, te rastućih vojnih neprijateljstava komunističkih zemalja, pod vodstvom SSSR-a, i zapadnih zemalja, pod vodstvom SAD-a, u proljeće 1946. godine predsjednik Harry Truman je odobrio plan o početku neklearnih testiranja na izoliranom pacifičkom atolu Bikini. Njegovih oko 1000 stanovnika je preseljeno u ožujku 1946. god. na susjedni atol Rongerik i započele su opsežne pripreme za nuklearna testiranja. Mnoge vojne građevine danas svjedoče o ovim počecima hladnog rata, utrke u razvoju naoružanja za masovno uništenje i geopolitičke ravnoteže temeljene na strahu potpunog uništenja planete.
Nuklearni testovi na Bikiniju su doveli do zagađenja okoliša radionuklidima ispuštanima prilikom eksplozija, što je dovelo do katastrofalnog uništenja geofizičkih odlika, ali i kopnenih i morskih ekosustava atola. No, ovi testovi su također doveli i do pojave svjetskih internacionalnih pokreta za razoružavanje, koji su naposljetku doveli i do okončanja hladnog rata.
Od 1968. godine vlada SAD-a je počela vraćati stanovnike na atol Bikini, ali su oni ponovno uklonjeni 1978. godine kada je francuski tim znanstvenika u njihovim tijelima otkrio opasne količine radioaktivnog stroncija u njihovim tijelima. Posljedice su bile neplodnost, česti sponatani pobačaji, mrtvorođene bebe i sveukupna šteta za populaciju atola. Međunarodna agencija za atomsku energiju je 1998. godine ocijenila kako Bikini atol još uvijek nije pogodan ta stanovanje zbog velike razine radijacije.
SAD je osigurala 150 milijuna $ kao odštetu zbog šteta prouzrokovanih nuklearnim testiranjima 2007. god.
- Toranj za nuklearne testove na Bikiniju
- Baker eksplozija 25. srpnja 1946. god.
- Izgradnja vojnih kuća na Bikiniju 1971. god.
- Plaža otoka Bikini nekad
- Plaža otoka Bikini danas
- Otok Bikini (1947. – 94.)

## Poveznice
- Projekt Manhattan
- Kupola atomske bombe - spomenik svjetske baštine u Hirošimi

## Vanjske poveznice
- A Short History of the People of Bikini Atoll
- Annotated bibliography for Bikini Atoll from the Alsos Digital Library for Nuclear Issues  Arhivirana inačica izvorne stranice od 21. srpnja 2006. (Wayback Machine) (engl.)